# かに座55番星f
かに座55番星f（英: 55 Cancri f）は、かに座の方向に地球から約41光年の距離に存在する太陽に似た恒星かに座55番星Aを周回する太陽系外惑星（巨大ガス惑星）である。国際天文学連合 (IAU)が定めている正式名称はHarriot（発音:[ˈhæriət]）である。かに座55番星fは（恒星からの距離順で）この恒星系の第4惑星であり、その恒星系で5番目に発見されたことを示す"f"の名称が与えられた初めての惑星でもある。

## 名称
2014年7月、国際天文学連合 (IAU)は存在が確定している太陽系外惑星とその恒星に正式名称を与えることを企画した。その過程には一般の人々からのノミネートや投票などもあった。最終的に、2015年12月にIAUはこの惑星の名称がHarriotに決定されたことを発表した。この名称はオランダの王立の天文学・気象関連の協会である、Royal Netherlands Association for Meteorology and Astronomyによって投稿された名前である。Harriotはイギリスの天文学者・数学者であるトーマス・ハリオットに由来する。

## 発見
かに座55番星cとdの間にまだ見つかっていない惑星が存在するのではないかという最初の指摘は、2005年4月のアメリカ天文学会にて行われた。しかし、そこから実際に惑星が発見され、査読誌にて公開されるまでには2年半を要した。
かに座55番星fは、その軌道がハビタブルゾーン内に含まれていることが判明した初めての太陽系外惑星である。さらにこの惑星の発見により、かに座55番星は太陽以外で初めて5つ以上の惑星を持っていることが確認された恒星系となった。

## 軌道と質量

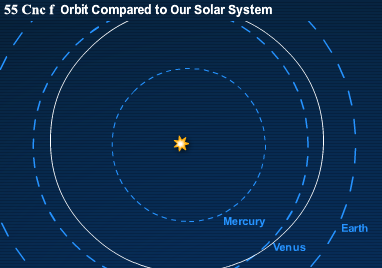
かに座55番星fと金星の軌道 (0.72AU) の比較

かに座55番星fは恒星から0.7733 auの円形の軌道を260日かけて公転している。惑星の発見に用いられたのが視線速度法であることから下限質量のみが判明しており、その質量は木星の0.1479倍、土星のおよそ半分である。
ハッブル宇宙望遠鏡による位置天文学的な観測の結果、外側の惑星かに座55番星dが53°傾斜していることが示唆された。もしこれが正しく、かつ惑星系全体に適用できるのであれば、かに座55番星fの真の質量は下限質量より25%大きい木星の0.18倍となる。bとeは軌道傾斜角が約85°であることが分かっているがfに関してはまだ分かっていない。

## 性質
惑星の観測データが視線速度法による間接的なものに限られているため、その半径や組成、温度といった情報は不明である。しかし、土星の半分程度という質量から、かに座55番星fは表面が岩石ではなくガスから成る巨大ガス惑星だろうと考えられている。その軌道はハビタブルゾーンに位置しており、もし衛星が存在すれば、その表面には液体の水が存在する可能性がある。
その組成や外観が土星と海王星のどちらに近いのかは判っていないが、惑星の温度からは水の雲に覆われたSudarsky Class II(英語版)の惑星か雲がなく、淡青色をしたSudarsky Class IIIの惑星であると思われている。